# نار و نی
نار و نی فیلمی است که در سال ۱۳۶۷ به کارگردانی سعید ابراهیمی‌فر و بازیگری جهانگیر الماسی، علی‌اصغر گرمسیری، رسول نجفیان، حسین پناهی، محسن قاضی‌مرادی و بیوک میرزایی ساخته شد.

## خلاصه داستان
داستان فیلم دربارهٔ عکاس جوانی است که در جستجوی یافتن عکس‌های مناسبی برای نمایشِ در دستِ تمرینِ «قضیه اوپنهایمر» است که به‌طور اتفاقی با پیرمرد ناشناسی که دچار عارضه قلبی شده است، مواجه می‌گردد. عکاس جوانی، شب هنگام، او را به بیمارستان می‌رساند و بر نیمکت انتظار بیمارستان، با مرور دفترچهٔ خاطرات این پیرمرد، در فراگردی متافیزیکی، در پی روح او می‌افتد و خود را در قالب او می‌بیند و زندگی پیرمرد را از کودکی در کاشان، تا لحظهٔ مرگ مرور می‌کند و و در پایان این مسیر به معرفتی دست پیدا می‌کند که حاکی از اعتلای وجود انسانی و منش اخلاقی او است.

## چگونگی شکل‌گیری ایده اصلی فیلم و نگارش فیلم‌نامه
ایده این فیلم زمانی به ذهن ابراهیمی‌فر خطور کرد که روزی به اتفاق «حسین ایری» (که قبلاً در چند فیلمش دستیار کارگردان او بوده‌است و فیلم‌نامه نار و نی را هم بعداً به اتفاق هم نوشتند) به دیدن مرحوم ساموئل خاچیکیان رفته بودند و سالخوردگی این سینماگر، برای ابراهیمی‌فر، تداعی‌بخش این ایده بود که انسان شبیه به یک دفترچه خاطرات است و می‌توان فیلمی را ساخت که با محوریت بر این تشابه روایت خود را پیش ببرد. بدین ترتیب نگارش فیلمنامه‌ای با نام اولیه «کتابچه» آغاز شد که در نهایت به ساخت فیلم «نار و نی» منجر گردید
ابراهیمی‌فر در یادداشتی دربارهٔ این فیلم، نوشته است: 
«این فیلم نمایانگر سینمایی است که به آن اعتقاد دارم. سینمایی که به قصه و دیالوگ وابسته نیست. مجموع دیالوگ‌هایی که در یک ساعت این فیلم ادا می‌شود از تعداد انگشتان دست تجاوز نمی‌کند. سینما در مقایسه با هنرهای دیگر هنری است که تجربه‌های اولیه خود را سپری می‌کند. به عنوان یک سینماگر معتقدم که باید از کلیشه‌ها پرهیز کرد؛ کلیشه یعنی درجا زدن و درجا زدن یعنی عقب افتادن از قافله‌ای که تازه در آغاز راه است».

## بازیگران
- جهانگیر الماسی
- علی‌اصغر گرمسیری
- رسول نجفیان
- غزال علمی
- پری عساری
- سهیلا علوی‌زاده
- بیوک میرزایی
- حسین ایری
- هوشنگ راسخ
- حسین پناهی
- محسن قاضی‌مرادی
- عزیز ترسه
- ماندانا اصلانی
- فرح مختاری
- مهوش وفایی
- شروین نجفیان
- فریبا علمی‌پور
- تانیا عساری
- مریم هوشیدری
- داریوش پاک نیا
- شاپور راسخ
- محمد محمدی سلوط
- مهدی سلطانی
- لیلا شیخ الاسلامی

## جوایز
برخی از جوایز فیلم «نار و نی» به شرح زیر است:
- برنده جایزه ویژه هیئت داوران (برای فیلم اول) در هفتمین جشنواره فیلم فجر ۱۳۶۷
- برنده سیمرغ بلورین بهترین تدوین در هفتمین جشنواره فیلم فجر ۱۳۶۷
- برنده سیمرغ بلورین بهترین صدا برداری در هفتمین جشنواره فیلم فجر ۱۳۶۷
- کاندیدای بهترین کارگردانی از هفتمین جشنواره فیلم فجر ۱۳۶۷
- کاندیدای بهترین فیلم‌نامه از هفتمین جشنواره فیلم فجر ۱۳۶۷
- کاندیدای بهترین بازیگر نقش اول مرد از هفتمین جشنواره فیلم فجر ۱۳۶۷
- کاندیدای بهترین فیلمبرداری از هفتمین جشنواره فیلم فجر ۱۳۶۷
- کاندیدای بهترین موسیقی متن از هفتمین جشنواره فیلم فجر ۱۳۶۷
- کاندیدای بهترین فیلم برگزیده هفتمین جشنواره فیلم فجر ۱۳۶۷
- برنده جایزه بهترین فیلم برای پیشبرد مبادلات فرهنگی درسی و هشتمین جشنواره بین‌المللی فیلم مانهایم، آلمان غربی ۱۹۸۹
- برنده لاله طلایی برای بهترین فیلم در نهمین جشنواره بین‌المللی فیلم استانبول، ترکیه ۱۹۹۰